# Pedro Pablo Ramírez

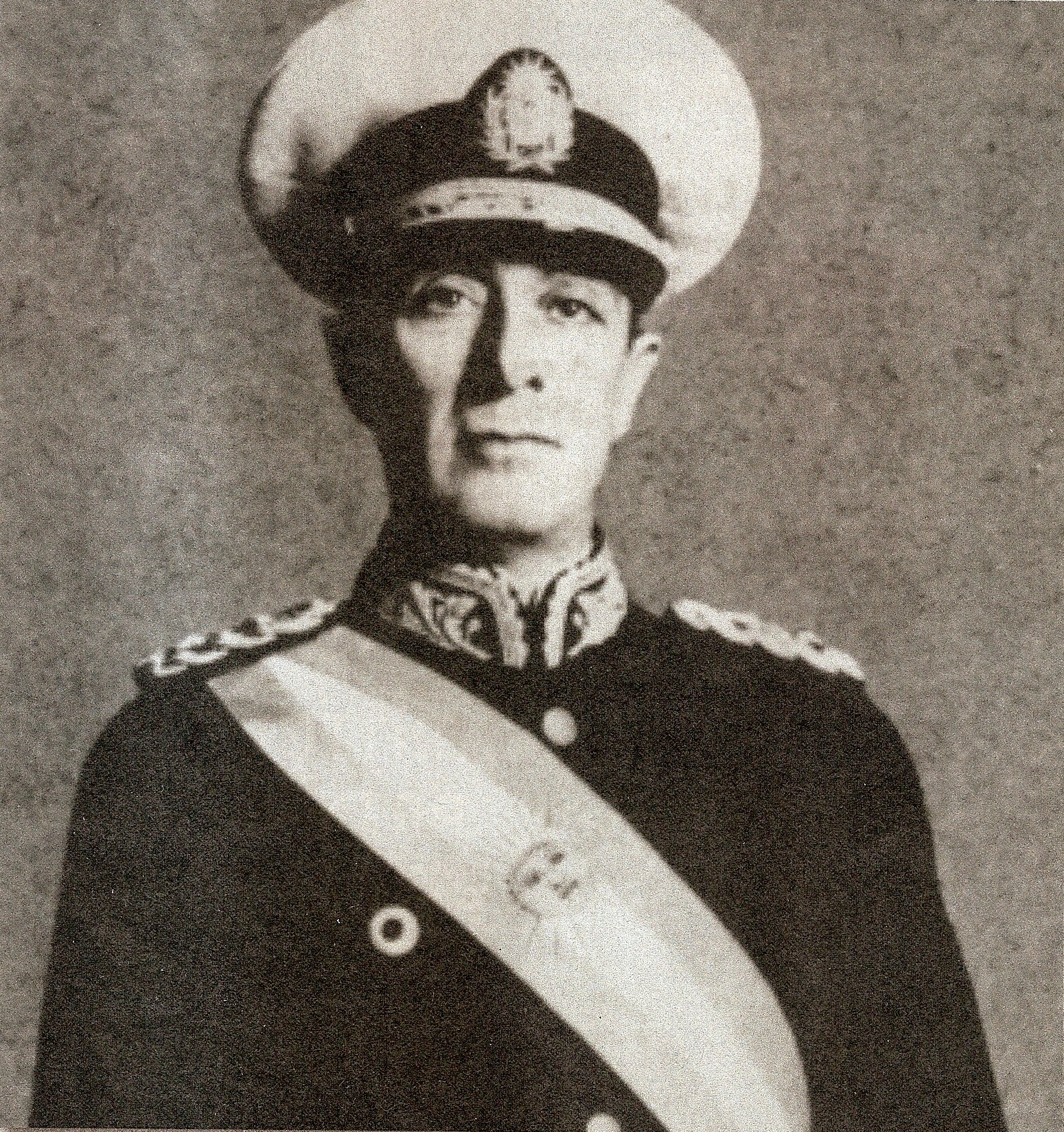
Pedro Pablo Ramírez

Pedro Pablo Ramírez Machuca (* 30. Januar 1884 in La Paz, Entre Ríos; † 12. Mai 1962 in Buenos Aires) war von 1943 bis 1944 kurzzeitig argentinischer Präsident.

## Leben
Ramírez schloss 1904 seine Ausbildung an der argentinischen Militärakademie ab und wurde 1910 zum Leutnant der Kavallerie befördert. 1911 wurde er zur weiteren Ausbildung nach Deutschland geschickt. Mit seiner deutschen Frau kehrte er 1913 nach Argentinien zurück. 1930 war er am Putsch von General José Félix Uriburu gegen Präsident Hipólito Yrigoyen beteiligt. Anschließend war er bis 1932 als Beobachter im faschistischen Italien.
Als Uriburu 1932 aus dem Amt gewählt wurde, begann Ramírez faschistische Kreise in den argentinischen Streitkräften zu organisieren. 1942 ernannte Präsident Ramón Castillo ihn zum Kriegsminister, entließ ihn aber am 18. Mai 1943.
Ramírez wurde darauf zu einem der Initiatoren des Putsches der faschistisch gesinnten Offiziersgruppe Grupo de Oficiales Unidos gegen Castillo am 4. Juni 1943. Der Staatsstreich wurde formal von General Arturo Rawson angeführt. Nach drei Tagen als Kriegsminister verdrängte Ramírez am 7. Juni Rawson aus dem Präsidentenamt, das er acht Monate innehatte. Zunächst löste er das Parlament auf und regierte fortan durch Erlasse.
Er trat zwar nicht in den Zweiten Weltkrieg ein, unterstützte aber die Achsenmächte, ließ in Argentinien alliiertenfreundliche Kräfte sowie sämtliche Oppositionsbewegungen verfolgen und die jüdische Presse verbieten. An Schulen und Universitäten wurden neben Oppositionellen sämtliche jüdischen Lehrenden entfernt. Diese repressive Machtausübung führte zu steigendem Unwillen in der Bevölkerung.
Als zunehmend japanische und deutsche Agenten von Argentinien aus operierten, kam es zu scharfen diplomatischen Protesten der USA. Dieser innere und äußere Widerstand zwang Ramírez im Januar 1944 zum Abbruch aller diplomatischen Beziehungen zu den Achsenmächten und am 24. Februar zum Rücktritt. Sein Nachfolger, der bisherige Vizepräsident Edelmiro Julián Farrell, betrieb eine nach innen und außen gemäßigte faschistische Politik, während Juan Perón sowohl unter Ramírez (als Staatssekretär für Arbeit) als auch unter Farrell seinen Aufstieg zum eigentlichen Machthaber begann.